# Laugerie-Interstadial
| Glaziale/ Interglaziale | Stadiale/ Interstadiale | Zeitraum (v. Chr.) |
| ----------------------- | ----------------------- | ------------------ |
| Weichsel- Spätglazial   |                         |                    |
| Jüngere Dryaszeit       | 10.730–09.700           |                    |
| Alleröd-Interstadial    | 11.400–10.730           |                    |
| Ältere Dryaszeit        | 11.590–11.400           |                    |
| Bölling-Interstadial    | 11.720–11.590           |                    |
| Älteste Dryaszeit       | 11.850–11.720           |                    |
| Meiendorf-Interstadial  | 12.500–11.850           |                    |
| Weichsel- Hochglazial   |                         |                    |
| Mecklenburg-Phase       | 15.000–13.000           |                    |
| Pommern-Phase           | 18.200–15.000           |                    |
| Lascaux-Interstadial    | 19.000–18.200           |                    |
| Laugerie-Interstadial   | 21.500–20.000           |                    |
| Frankfurt-Phase         | 22.000–20.000           |                    |
| Brandenburg-Phase       | 24.000–22.000           |                    |
| Tursac-Interstadial     | 27.000–25.500           |                    |
| Maisières-Interstadial  | 30.500–29.500           |                    |
| Denekamp-Interstadial   | 34.000–30.500           |                    |
| Huneborg-Stadial        | 39.400–34.000           |                    |
| Hengelo-Interstadial    | 41.300–39.400           |                    |
| Moershoofd-Interstadial | 48.700                  |                    |
| Glinde-Interstadial     | 51.500                  |                    |
| Ebersdorf-Stadial       | 53.500                  |                    |
| Oerel-Interstadial      | 57.700                  |                    |
| Weichsel- Frühglazial   |                         |                    |
| Schalkholz-Stadial      | 60.000                  |                    |
| Odderade-Interstadial   | 74.000                  |                    |
| Rederstall-Stadial      | ?                       |                    |
| Brörup-Interstadial     | ?                       |                    |
| Amersfoort-Interstadial | ?                       |                    |
| Herning-Stadial         | 115.000                 |                    |
| Eem-Warmzeit            |                         |                    |
|                         | 126.000                 |                    |

Das Laugerie-Interstadial ist die erste Warmphase nach dem Letzteiszeitlichen Maximum des Weichsel-Hochglazials. Es dauerte von 21.500 bis 20.000 Jahre v. Chr.

## Bezeichnung
Das Laugerie-Interstadial oder Laugérien, vormals als Würm III-IV  bezeichnet, wurde nach seiner eponymen Typlokalität Laugerie-Haute benannt.

## Stratigraphie und Korrelationen

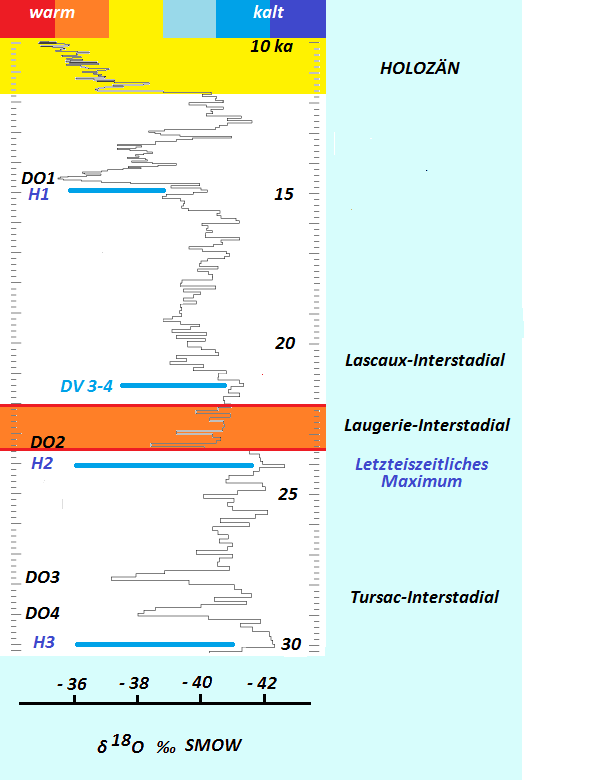
Das Laugerie-Interstadial im zeitlichen Rahmen 10 bis 30 ka BP. Sauerstoffisotopen gemäß GISP 2.

Das mit dem Dansgaard-Oeschger-Ereignis DO2 korrelierende Laugerie-Interstadial folgt unmittelbar auf den Eisvorstoß der Brandenburg-Phase bzw. auf das mit dem H2 einhergehende Letzteiszeitliche Maximum. Ihm schließt sich eine erneute Abkühlungsphase an (Dolní Věstonice 3-4), welche dann ihrerseits vom Lascaux-Interstadial abgelöst wird.
Das Laugerie-Interstadial fällt in das Marine Isotopenstadium MIS 2 und korreliert mit dem Grönland-Interstadial GIS-2.
In der Archäologie entspricht dem Laugerie-Interstadial das Solutréen (Mittleres Solutréen und Oberes Solutréen).

## Datierung
Das Laugerie-Interstadial kann mittels der GISP 2-Sauerstoffisotopenkurve in den Zeitraum 21.500 bis 20.000 v. Chr. eingeordnet werden. Arlette Leroi-Gourhan (1988) ordnet es zwischen 19.700 und 18.500 Radiokohlenstoffjahren ein, was kalibriert (mit CalPal) 21.611 bis 20.157 v. Chr. entspricht. Laville (1988) gibt die Zeitspanne 20.000 bis 18.800 Radiokohlenstoffjahre BP oder kalibriert  21.977 bis 20.615 v. Chr. an. Wolfgang Weißmüller empfiehlt 20.100 bis 18.200 Radiokohlenstoffjahre bzw. 22.082 bis 19.966 v. Chr.

## Charakterisierung
Nach dem Letzteiszeitlichen Maximum erfolgte mit Beginn des Laugerie-Interstadials eine sehr rasche Erhöhung der Jahresdurchschnittstemperaturen, erkennbar an einem deutlichen Anstieg der δ18O-Werte um mehr als 4 ‰ von - 42,4 ‰ auf - 38,2 SMOW. Im Eisbohrkern aus dem grönländischen Eis entspricht dies einer Erwärmung von etwa 10 °C. Global erhöhte sich die Lufttemperatur um 5 °C. Nach Erreichen dieses Maximums fielen die Werte mit zwei überlagernden Oszillationen jedoch allmählich wieder bis - 41,4 ‰ SMOW ab, was einer erneuten Abkühlung von 7 °C im grönländischen Eis oder 3 bis 4 °C global entspricht.

## Kulturelle Entwicklung
Während des Laugerie-Interstadials erreichte das Solutréen mit den Stufen Mittleres und Oberes Solutréen seine vollständige Ausprägung. Gegen Ende des Interstadials setzte das Badegoulien mit dem Unteren Badegoulien ein.